# Charles-Albert
Charles-Albert est un prénom masculin.

## Personnalités
Ont porté le prénom de Charles-Albert :
- Charles-Albert de Longueval (1607–1663), 3e comte de Bucquoy, officier militaire ;
- Charles-Albert Demoustier (1760-1801), écrivain français ;
- Charles-Albert de Sardaigne (1798-1849), Roi de Sardaigne, duc de Savoie et prince de Piémont (1831-1849) ;
- Charles-Albert Costa de Beauregard (1835-1909), historien et homme politique savoyard et français ;
- Charles-Albert Gobat, dit Albert Gobat (1843-1914), homme politique suisse ;
- Charles-Albert Walhain (1877-1936), peintre et sculpteur français ;
- Charles-Albert Cingria, (1883–1954), écrivain et musicien suisse ;
- Charles-Albert de Habsbourg-Altenbourg (1888-1951), archiduc d'Autriche ;
- Charles-Albert Poissant (1925-2011), philanthrope et homme d'affaires québécois ;
- Charles-Albert est le pseudonyme de Charles Daudet (1869-1957).

- Château Charle-Albert, à Bruxelles.
- Pont Charles-Albert